# Паша (село)
Паша́ — село в Волховском районе Ленинградской области, в прошлом деревня Пашский Перевоз. Административный центр Пашского сельского поселения.

## Название
Дано по реке Паша́ на которой стоит село. В свою очередь название реки произошло от карельского Пакшайоки, где пакша — толстый, крепкий, сильный, йоки — река.

## История
ПАШСКИЙ ПЕРЕВОЗ — при реке Паша, число дворов — 3, число жителей: 4 м. п.; Казённый перевоз через реку Паша. (1862 год)

Согласно материалам по статистике народного хозяйства Новоладожского уезда 1891 года имение при селе Пашский Перевоз площадью 2253 десятины принадлежало купцу В. А. Исакову, имение было приобретено в 1869 году за 11 368 рублей.
Согласно епархиальным данным 1899 года селение при перевозе относилось к приходу церкви Рождества Христова Пашского погоста Новоладожского уезда в Надкопанье.
В конце XIX — начале XX века селение административно относилось к Доможировской волости 3-го стана Новоладожского уезда Санкт-Петербургской губернии.
По данным «Памятной книжки Санкт-Петербургской губернии» за 1905 год, в селении Пашский Перевоз находились: почтово-телеграфное отделение и становая квартира.
В 1917 году деревня Пашский Перевоз входила в состав Доможировской волости Новоладожского уезда. С 1917 по 1923 год деревня входила в состав Бессоновского сельсовета Пашской волости.
В 1918 году в Пашском Перевозе был образован Пашский леспромхоз и Пашская сплавная контора.
В 1920 году в Пашском Перевозе была создана показательная сельскохозяйственная коммуна.
С 1923 года в составе Ручьянского сельсовета Волховского уезда.
С 1924 года в составе Пашского сельсовета.
С 1926 года в составе Дубенского сельсовета. По переписи 1926 года население села составляло 150 человек, из них эстонцев — 4, немцев — 4, латышей — 3 человека.
1 августа 1927 года одновременно с образованием Ленинградской области, был образован Пашский район с райцентром в селе Пашский Перевоз.
В 1930 году начала выходить газета «Пашский колхозник». Издавалась до декабря 1955 года. Выходила один раз в десять дней.
По данным 1933 года село Пашский Перевоз являлось административным центром Пашского сельсовета Пашского района, в который входили 19 населённых пунктов: деревни Баландина, Бессоново, Бендеевщина, Исаево, Кара, Кашина, Корниловщина, Медведево, Павловское, Папоротно, Прилуки, Резановщина, Рочевщино, Ручьи, Семёновщина, Устеево, Усть-Рыбежна, хутор Кашина и село Пашский Перевоз, общей численностью населения 2673 человека.
По данным 1936 года в состав Пашского сельсовета входили 20 населённых пунктов, 596 хозяйств и 11 колхозов, административным центром являлось село Бендевинщина.

Село Пашский Перевоз на карте РККА 1940 года

Пашский район был упразднён Указом Президиума Верховного Совета РСФСР от 14 декабря 1955 года. С 1955 года в составе Новоладожского района.
В 1961 году население села Пашский Перевоз составляло 2127 человек.
С 1963 года в составе Волховского района.
Решением Леноблисполкома от 5 февраля 1971 года к селу Пашский Перевоз были присоединены деревни Медведково и Бессоново.
По административным данным 1973 года в селе располагалась центральная усадьба совхоза «Пашский».
Решением Леноблисполкома от 7 июня 1976 года населённые пункты село Пашский Перевоз и посёлок при станции Паша были объединены в село Паша.
По данным 1990 года в селе Паша проживали 2654 человека. Село также являлось административным центром Пашского сельсовета, в который входили 25 населённых пунктов: деревни Баландино, Берег, Вишняков Посад, Иевково, Исаево, Карпино, Князево, Манихино, Медвежья Кара, Надкопанье, Насоново, Октябрьская Свобода, Песчаница, Подбережье, Пучинино, Ручьи, Рязановщина, Сонино, Старая Силовая, Томилино, Устеево, Яшкино; посёлок Лесозавод; посёлок при станции Иевково; село Паша, общей численностью населения 4725 человек.
6 сентября 2004 года в соответствии с законом Ленинградской области № 55-оз в состав села была включена территория упразднённого посёлка Лесозавод.
В 1997 году в селе Паша Пашской волости проживали 3129 человек, в 2002 году — 2660 человек (русские — 96 %).
В 2007 году в селе Паша Пашского СП — 3840, в 2010 году — 3701 человек.

## География
Село расположено в северо-восточной части района на реке Паша, в месте пересечения её автодорогой Р21 (E 105) «Кола» (Санкт-Петербург — Петрозаводск — Мурманск).
В селе берут начало автодороги 41К-193 (Паша — Загубье) и 41К-021 (Паша — Часовенское — Кайвакса).
В селе находится железнодорожная станция Паша. Через село протекает Шепилов ручей.
Расстояние до районного центра — 80 км.

## Демография
| 1862  | 1926  | 1939  | 1990  | 1997  | 2002  | 2007  |
| ----- | ----- | ----- | ----- | ----- | ----- | ----- |
| 90    | ↗150  | ↗553  | ↗2654 | ↗3129 | ↘2660 | ↗3840 |
| 2010  | 2012  | 2017  | 2021  |       |       |       |
| ↘3701 | ↗3844 | ↘3571 | ↘3442 |       |       |       |

### Национальный состав
Согласно данным Всероссийской переписи населения 2021 года в селе проживали 3442 человека, из них:
 русские — 3243, украинцы — 21, гагаузы — 13, белорусы — 11, армяне — 9, молдаване — 7, азербайджанцы — 5, карелы — 5, узбеки — 5, таджики — 4, евреи — 2, казахи — 2, немцы — 2, татары — 2, грузины — 1, коми — 1, поляки — 1, финны — 1, чеченцы — 1, другие национальности — 30 человек, остальные национальность не указали.

## Инфраструктура
В селе расположен спортивный комплекс и стадион, на котором проводит игры местный футбольный клуб «Труд».

## Фото

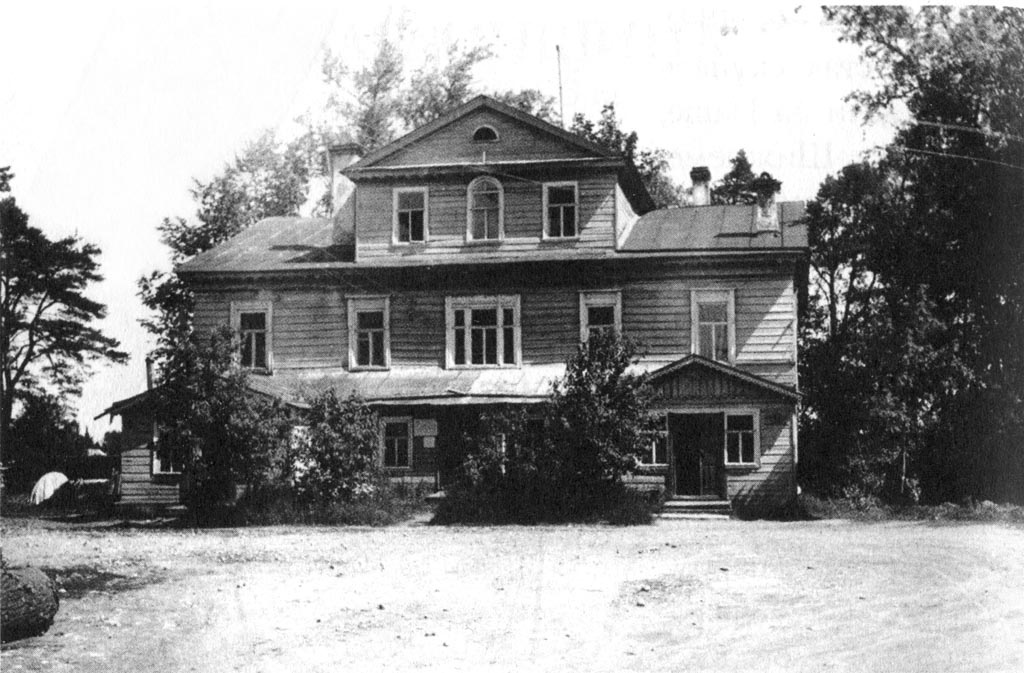
Усадьба Бардинщина в селе Пашский Перевоз. Сгорела в 1996 году
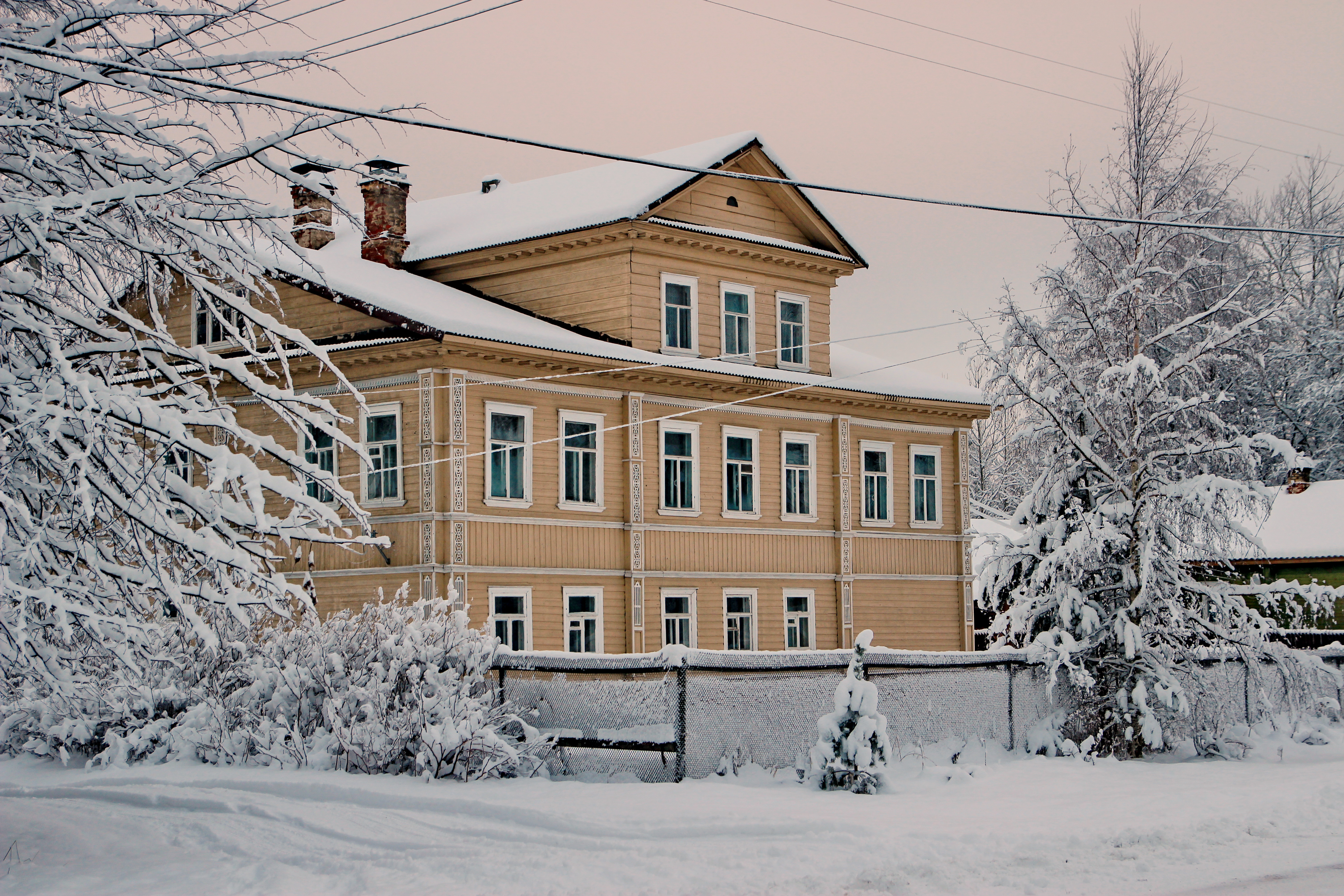
Дом купца Лазарева. 2018 год
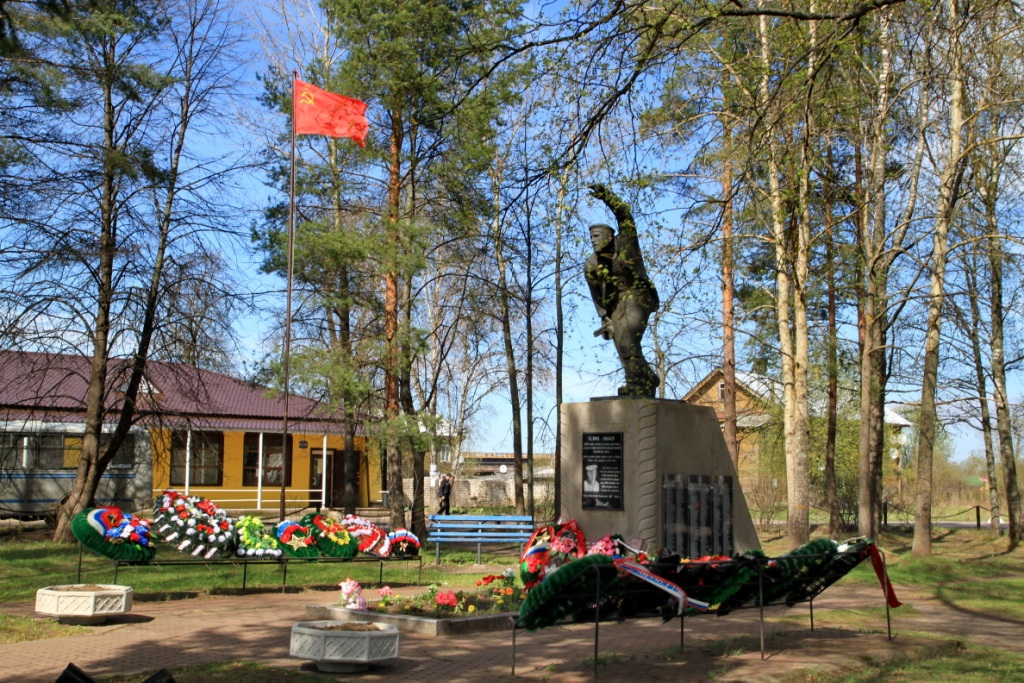
Братское кладбище советских воинов. 2018 год

## Улицы
Бессоновская, Введенский переулок, Вокзальная, Железнодорожная, Заводская, Заводской переулок, Заречная, Корпиловщинская, Лесная, Лесной переулок, Механическая, Молодёжная, Набережная, Новая Советская, Павла Нечесанова, Песочная, Пионерская, Пролетарский переулок, Советская, Солнечная, Сосновая, Станционная, Строительная, Студенческая, Торговая, переулок Шепилов ручей, Школьная, Школьный переулок, Юбилейная.